# 鄭絪
鄭絪（752年—829年），字文明，郑州滎陽县（今河南省荥阳市）人，出自荥阳郑氏南祖，唐朝政治人物，唐憲宗元和中任宰相。

## 生平
父郑羡，池州刺史。鄭絪生於唐玄宗天寶十一年，少好學，善屬文，進士出身，登宏词科，授秘书省校书郎、鄠县尉。最初為西川节度使張延賞掌書記，喜結交名士如張參、楊綰、常袞等，五代無名氏《玉泉子》記載劉景《商山題詩》受鄭絪的賞識。
唐德宗时期历任补阙、起居郎、翰林学士、司勲员外郎、知制诰等内职。
唐順宗時，帝師王叔文發動永貞改革，宦官俱文珍、劉光琦不滿，劫持順宗，以長子李淳為太子、监国，遷鄭絪為中書舍人，不久，俱文珍立李淳為帝，即唐憲宗，順宗退位為上皇，鄭絪拜為中書侍郎同平章事，加集贤殿大学士，转门下侍郎、弘文馆大学士，与杜黄裳同掌朝政。
元和五年（810年），因拜相而谦默無為，被贬秩为太子宾客。三月出为岭南节度使、广州刺史、检校礼部尚书。以廉政著称。入为工部尚书，转太常卿，又为同州刺史、长春宫使，改东都留守。入历兵部尚书，旋为河中节度使。大和二年（828年），入为御史大夫、检校左仆射、兼太子少保。唐文宗即位后以太子太傅致仕。卒於唐文宗太和三年十月，年七十八歲。赠司空，谥曰宣。
《新唐書》曰：“鄭絪守道寡欲，為人正派。”《旧唐书》载鄭絪以文章出身仕途，生性恬淡，在朝中、朝外为官四十多年，虽然没有赫赫显奕之功，但他“守道敦笃”，爱好读书著作，与当时名士如张参、蒋乂、杨绾、常衮、张籍、韩愈等人相交相重，为讲论名理之游，深受时人敬重。

## 子孙
- 郑祗德，兵部尚书
  - 郑颢
  - 郑顼，广文馆助教
  - 郑顗，字又仁，岭南节度副使
  - 郑硕，真源令
  - 郑频，眉州军事判官
  - 郑就，字成美
  - 郑皙，字泽美
- 郑秉彝，怀州长史，娶清河崔氏，崔氏父崔直为试太常寺太祝[1]
- 郑弘乂，昭应尉
- 郑宪，尚书右丞[2]
  - 郑颀，礼部侍郎，娶范阳卢氏[2]，潞州大都督府右司馬卢从范之女

## 延伸阅读
[在维基数据编辑]
 《舊唐書·卷159》，出自刘昫《舊唐書》
 《新唐書·卷165》，出自《新唐書》